# Xã Stronghurst, Quận Henderson, Illinois
Xã Stronghurst (tiếng Anh: Stronghurst Township) là một xã thuộc quận Henderson, tiểu bang Illinois, Hoa Kỳ. Năm 2010, dân số của xã này là 1.115 người.